# Inger à la plage
Inger à la plage (ou Nuit d'été ; en norvégien, Inger på stranden, Sommernatt) est une peinture du peintre norvégien Edvard Munch, réalisée en été 1889 à Åsgårdstrand. Inger  est la plus jeune sœur de Munch.

## Histoire

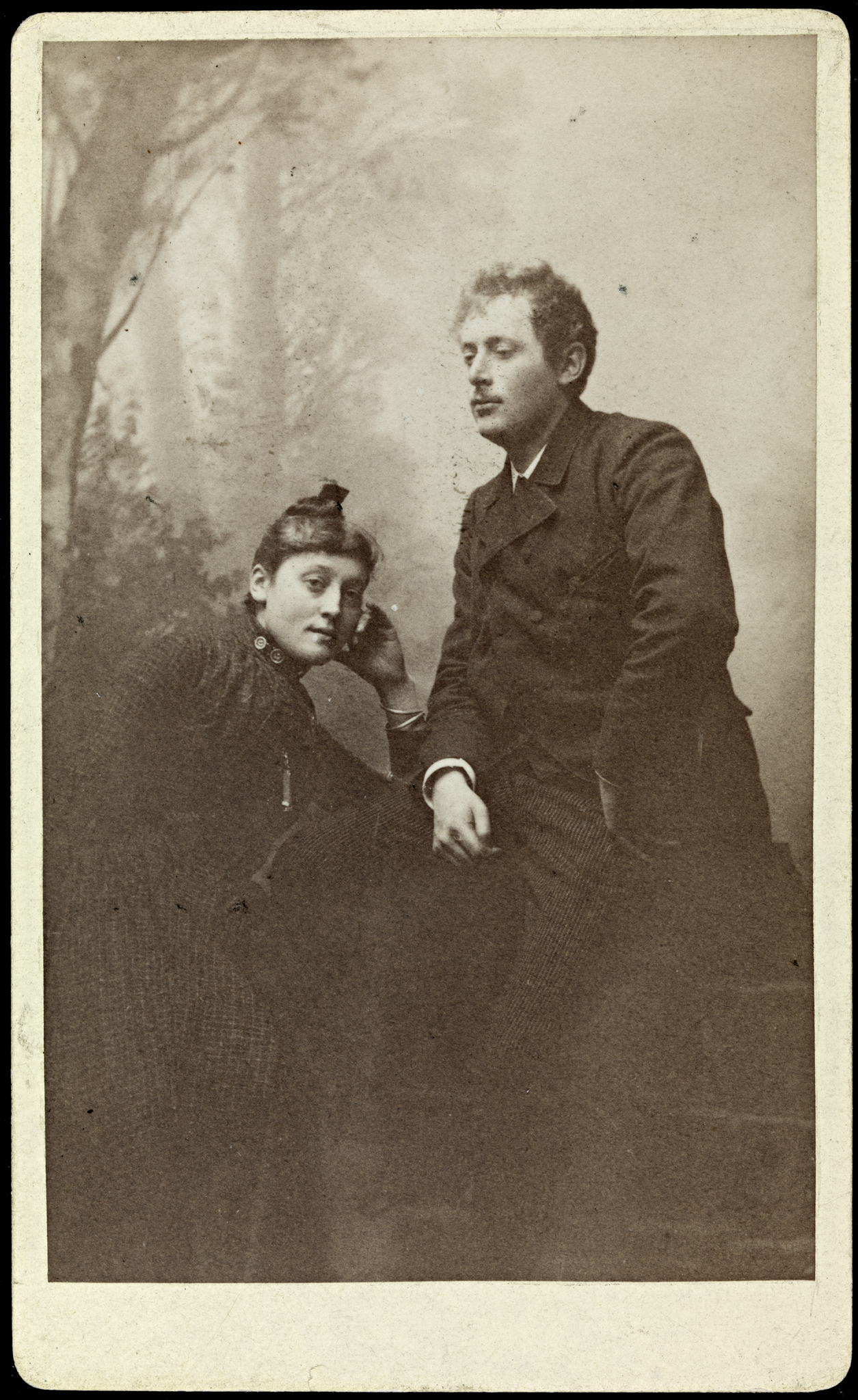
Edvard et Inger Munch, date inconnue

À l'été 1889, Munch a loué une petite maison au bord de la mer à Åsgårdstrand, une petite ville côtière norvégienne sur l'Oslofjord, qui était alors le lieu de villégiature estivale de beaucoup de citadins, dont des artistes de Kristiana (aujourd'hui Oslo). Christian Krohg et Frits Thaulow, amis de Munch s'y trouvaient aussi.
Peu de mois après sa réalisation, le tableau a été exposé sous le titre Soir à l'exposition automnale de Kristiana, alors que Munch était à Paris.